# Herrliberg
Herrliberg (toponimo tedesco) è un comune svizzero di 6 300 abitanti del Canton Zurigo, nel distretto di Meilen.

## Geografia fisica
Herrliberg si affaccia sul Lago di Zurigo.

## Monumenti e luoghi d'interesse

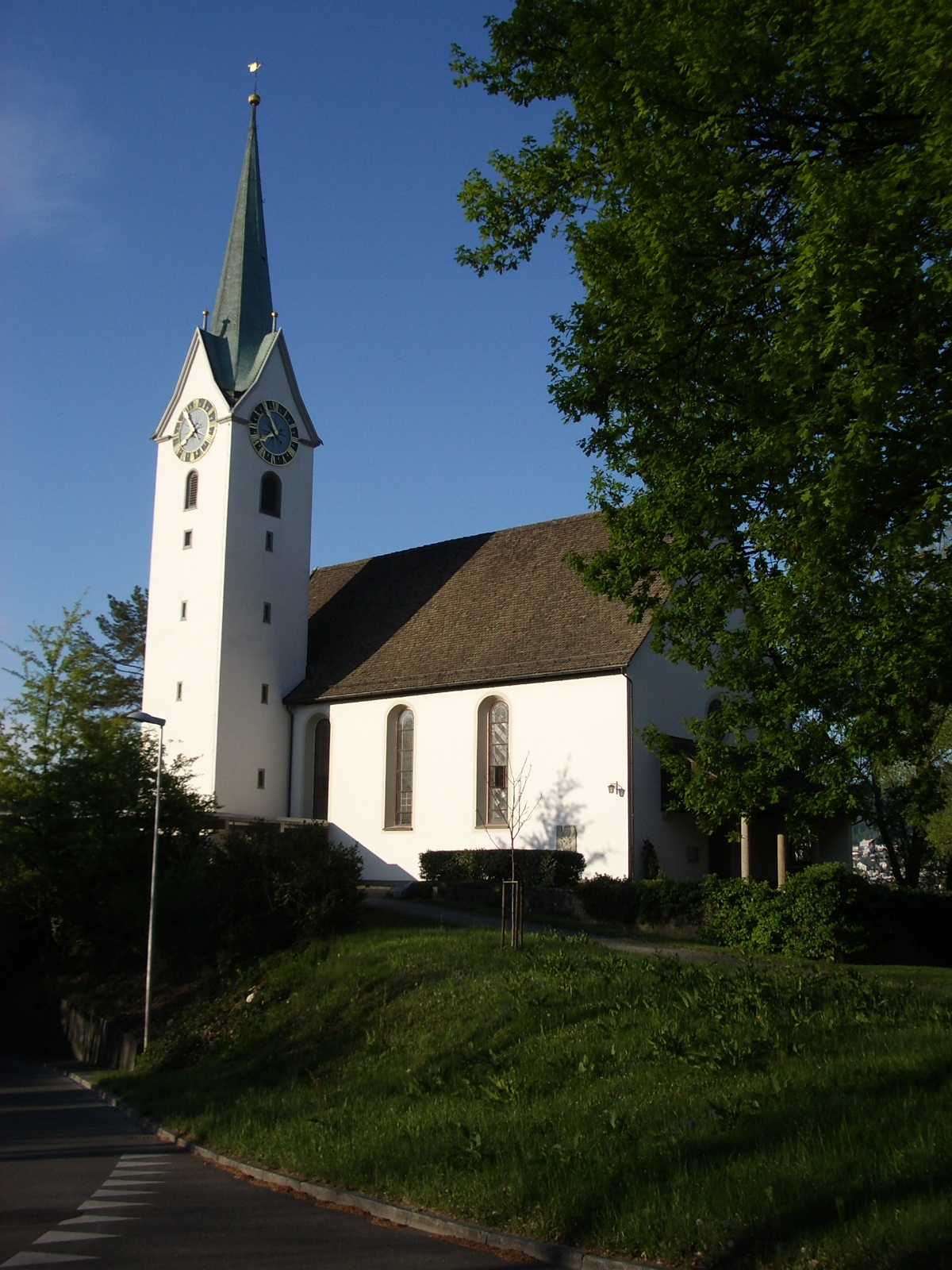
La chiesa riformata

- Chiesa riformata, attestata dal 1370[1];
- Chiesa cattolica di Santa Maria, eretta nel 1956[senza fonte].

## Società

### Evoluzione demografica
L'evoluzione demografica è riportata nella seguente tabella:
Abitanti censiti

## Infrastrutture e trasporti
Herrliberg è servito dalla stazione di Herrliberg-Feldmeilen sulla Rechtsufrige Zürichseebahn.

## Amministrazione
Ogni famiglia originaria del luogo fa parte del cosiddetto comune patriziale e ha la responsabilità della manutenzione di ogni bene ricadente all'interno dei confini del comune.